# 백홍석 (바둑 기사)
백홍석(白洪淅, 1986년 8월 13일 ~ )은 대한민국의 바둑 기사이다.

## 약력
- 2001년 입단
- 2006년 SK가스배 우승, 삼성화재배 4강, 바둑대상 신예기사상 수상
- 2007년 원익배 십단전 준우승, 비씨카드배 신인왕전 준우승, 오스람배 준우승
- 2008년 기성전 준우승
- 2009년 십단전 준우승
- 2011년 KBS 바둑왕전 준우승, 명인전 준우승
- 2012년 KBS 바둑왕전 준우승, 비씨카드배 우승, TV 바둑 아시아 선수권대회 우승, 명인전 준우승